# Nene (aristocrate)
Pour les articles homonymes, voir Nene.
 (août 2025).
Si vous disposez d'ouvrages ou d'articles de référence ou si vous connaissez des sites web de qualité traitant du thème abordé ici, merci de compléter l'article en donnant les références utiles à sa vérifiabilité et en les liant à la section « Notes et références ».
Nene (ねね), également appelée Kōdai-in (高台院), née en 1546 et décédée en 1624, était une aristocrate des époques Sengoku et Edo de l'histoire du Japon, connue pour son intelligence, et pour son mariage avec Toyotomi Hideyoshi. Elle était aussi reconnue pour son élégance et sa sagesse, et il est dit qu'elle était une belle femme.
Elle est la fille de Sugihara Sadatoshi (ja).

## La femme de Hideyoshi
En 1561 environ, elle a épousé Hideyoshi Toyotomi, un homme qui deviendrait plus tard l'un des trois grands unificateurs du Japon, bien qu'au moment de leur mariage, il avait déjà gagné beaucoup de gloire. Nene était sa femme principale et l'une de ses épouses préférées.
En 1585, après que Hideyoshi ait été nommé kanpaku, Nene a pris le titre de « Kita no mandokoro ». En tant qu'épouse de Hideyoshi, Nene était célèbre pour être l'une de ses aides et confidentes les plus proches. Fille d'un samouraï, elle avait beaucoup de liens avec sa famille, parmi lesquels Ietsugu Sugihara, son oncle, Kinoshita Iesada, son frère, et Asano Nagamasa, son beau-frère ; ce dernier fut plus tard un élément important de l'administration de Hideyoshi.
Nene était connue pour être une femme intelligente qui, parfois, conseillait Hideyoshi sur le gouvernement en lui envoyant des lettres. Quand Hideyoshi a annulé les exonérations d'impôt qu'il avait accordé aux résidents vivant dans ses quartiers généraux de Nagahama, Nene lui a demandé de les rétablir, et il le fit.
On raconte également que Hideyoshi a fréquemment écrit des lettres à Nene pour la tenir au courant des nouvelles de ses campagnes militaires. Il le fit après son invasion du territoire de Sassa Narimasa dans la région de Hokuriku et après sa campagne contre le clan Shimazu.
Lorsque Hideyoshi a unifié le Japon, Nene l'accompagnait souvent à ses fêtes. Elle était toujours courtoise et respectueuse envers ses invités. Quand l'empereur Go-Yōzei s'est rendu au manoir de Hideyoshi avec sa cour en 1588, Nene a distribué pléthore de cadeaux aux visiteurs. Nene s'est souvent inquiétée de Hideyoshi quand il était sur son lit de mort. Par la suite, pendant que Hideyoshi vivait ses derniers jours, elle a même demandé à la cour impériale de parrainer un rituel de danses sacrées pour prier et accélérer le rétablissement de Hideyoshi.
Bien qu'adorée, Nene s'est souvent trouvée en concurrence avec d'autres femmes pour l'attention de Hideyoshi. Dans une lettre à Nene, Nobunaga Oda a également noté que Hideyoshi était quelque peu insatisfait de Nene. Hideyoshi a pris plusieurs concubines parce que Nene ne lui a jamais fait aucun enfant.

## Lettre de Nobunaga Oda à dame Nene
« […] Depuis que je vous ai vue la dernière fois, je constate que votre beauté grandit de jour en jour. Tokichiro [Hideyoshi] se plaint de vous si souvent que c'en est outrageant. Pendant que ce “rat chauve” [Hideyoshi] confus essaie de trouver une autre femme vertueuse, vous demeurez noble et élégante. Ne soyez pas jalouse. Montrez-lui cette lettre […]. »

## La veuve de Hideyoshi
Après la mort de Hideyoshi en 1598, Nene s'est faite nonne, prenant le nom de Kōdai-in (高台院) et s'est établie dans un temple bouddhiste, Kōdai-ji, à Kyoto. Ce dernier hébergera les tombes de son mari, de sa mère et, plus tard, de Hideyori Toyotomi. Pendant le combat pour la suprématie entre Hideyori Toyotomi et Ieyasu Tokugawa, Nene a pris le parti d'Ieyasu. Il y a également une rumeur selon laquelle Maeda Toshiie s'était épris de Nene avant qu'elle n'épouse Hideyoshi. Après sa mort en 1624, elle a reçu le titre posthume de Hikari no tenshi ou « ange de lumière » et a été enterrée au sanctuaire Hikari à Kyoto.
La vie de cette résidente importante de Kyoto est encore commémorée dans une petite rue qui porte son nom. Le chemin de Nene (ねねの道, Nene no michi) est bordé de constructions dans le style traditionnel de Kyoto. Nene no michi est situé à Higashiyama dans l'est de Kyoto, près du Kōdai-ji, du parc Maruyama et du sanctuaire de Yasaka.